# George DelHoyo
George DelHoyo (Canelones, 23 novembre 1953) è un attore uruguaiano naturalizzato statunitense.

## Biografia
DelHoyo nasce a Canelones il 23 novembre 1953 ed è alto 1,88 m. Nel 1978 si trasferisce in California a Los Angeles iniziando a recitare nello stesso anno nella serie tv The Eddie Capra Mysteries. Nel 1979 interpreta Gilbert Kent nel film The Seekers. Nel 1982 interpreta Frank Rosetti nella serie tv Star of the Family. La svolta nella sua carriera arriva nel 1986 quando entra nel cast della soap opera Il tempo della nostra vita nel ruolo di Orpheus restando nella soap fino al 1987 tornando nel ruolo nel 2016, dal 2020 al 2023 e nel 2025. Dal 1989 al 1991 interpreta Rob Donnelly nella soap opera Generations. Nel corso della sua carriera appare come ospite in serie tv come Truck Driver, Cuore e batticuore, Galactica 1980, Vicini troppo vicini, A cuore aperto, Hunter, Giudice di notte, Due come noi, Cin cin, I ragazzi della prateria, I racconti della cripta, L.A. Law - Avvocati a Los Angeles, Frasier, Il commissario Scali, Un filo nel passato, Space: Above and Beyond, I viaggiatori, Walker Texas Ranger, JAG - Avvocati in divisa, Quell'uragano di papà, Beverly Hills 90210, Love Boat - The Next Wave, Just Shoot Me! e Stark Raving Mad. Dal 2019 interpreta Ramon Diaz nella serie tv 9-1-1.

### Vita privata
DelHoyo sposa l'attrice Deborah May nel 1983.

## Filmografia

### Cinema
- The Seekers (1979)
- Rango (2011)

### Televisione
- The Eddie Capra Mysteries - serie TV, 1 episodio (1978)
- Truck Driver - serie TV, 1 episodio (1979)
- Cuore e batticuore - serie TV, 1 episodio (1980)
- Galactica 1980 - serie TV, 1 episodio (1980)
- Star of the Family - serie TV (1982)
- Vicini troppo vicini - serie TV, 1 episodio (1983)
- Dalle 9 alle 5, orario continuato – serie TV, 7 episodio (1983)
- Tre per tre - serie TV, 1 episodio (1984)
- A cuore aperto - serie TV (1985-1986)
- Hunter – serie TV, 1 episodio (1986)
- Il tempo della nostra vita - soap opera (1986-1987, 2016, 2020-2023, 2025)
- Giudice di notte – serie TV, 1 episodio (1988)
- Due come noi – serie TV, 1 episodio (1988)
- Cin cin - serie TV, 1 episodio (1988)
- Generations - soap opera (1989-1991)
- I ragazzi della prateria - serie TV, 1 episodio (1991)
- I racconti della cripta - serie TV, 1 episodio (1991)
- L.A. Law - Avvocati a Los Angeles - serie TV, 1 episodio (1992)
- Frasier - serie TV, 3 episodi (1993-1995)
- Il commissario Scali - serie TV, 1 episodio (1995)
- Un filo nel passato - serie TV, 1 episodio (1995)
- Space: Above and Beyond - serie TV (1995)
- I viaggiatori – serie TV, 1 episodio (1996)
- Walker Texas Ranger – serie TV, 2 episodi (1996, 1997)
- JAG - Avvocati in divisa – serie TV, 1 episodio (1997)
- Quell'uragano di papà - serie TV, 1 episodio (1997)
- Beverly Hills 90210 - serie TV, 5 episodi (1998)
- Love Boat - The Next Wave - serie TV, 1 episodio (1999)
- Just Shoot Me! - serie TV, 1 episodio (1999)
- Stark Raving Mad - serie TV, 1 episodio (1999)
- 9-1-1 - serie TV (2019-in corso)

## Doppiatori italiani
Nelle versioni in italiano delle opere in cui ha recitato, Danny Nucci è stato doppiato da:
- Carlo Petruccetti in 9-1-1 (ep. 2x18)
- Gianluca Tusco in 9-1-1 (ep. 3x15, 7x10, st. 8)
- Giorgio Locuratolo in 9-1-1 (ep. 5x17, 6x04)